# Vincenzo Ricci (politico 1851-1912)
Vincenzo Ricci, Marchese (Berlino, 15 agosto 1851 – Torino, 11 luglio 1912), è stato un ingegnere e politico italiano.

## Biografia
Appartenente a nobile famiglia genovese, eminente nelle vicende risorgimentali, figlio del senatore Alberto Ricci, diplomatico del Regno di Sardegna in Prussia alla sua nascita, nipote dell'Ammiraglio Giovanni Ricci, senatore e ministro della marina del Regno d'Italia, del Generale Giuseppe Ricci, del Marchese Vincenzo Ricci, ministro per l'Interno nel Governo Balbo e poi Ministro per le Finanze nei Governi Casati, Gioberti e Chiodo, trascorse i primi anni della sua vita a Berlino e in Sassonia. Rientrato in patria al collocamento a riposo del padre compì i suoi studi a Torino, dove si laureò in ingegneria, e per un anno frequentò l'accademia militare del capoluogo piemontese. Grande proprietario terriero, abbandonata l'idea della carriera militare decise di dedicarsi al settore dell'agricoltura promuovendo la costituzione dell'Associazione fra gli agricoltori del vercellese, un sodalizio di mediazione tra l'associazione degli agrari e le leghe dei contadini addetti alla risicoltura, in aspra lotta nelle campagne del vercellese e della Lomellina. Il suo nome è ricordato, in modo particolare, per l'istituzione della Stazione sperimentale di Risicoltura e delle Coltivazioni irrigue (attuale Unità di ricerca per la risicoltura), istituita allo scopo di razionalizzare il lavoro e il rendimento delle risaie mediante la meccanizzazione e promuovere la fondazione di scuole per la coltura del riso. Deputato per due legislature, in parlamento fu sostenitore di Sidney Sonnino, che durante il proprio governo promosse la sua nomina a senatore a vita.